# Faits économiques et sociaux au IVe siècle av. J.-C.

Chronologie de l'économie
Ve siècle av. J.-C. - IVe siècle av. J.-C. - IIIe siècle av. J.-C.

## Événements
- Vers 400 av. J.-C. : la population de la Terre s’élève à quelque 152 millions d'habitants[1] ; 97 millions en Asie, 30 en Europe, 17 en Afrique, 8 en Amérique, 1 en Océanie[2].

### Chine
- La multiplication d’objets en fonte de prix abordable dans l’agriculture (socs de charrue, houes, pics, bêches, râteaux, faucilles, haches) permet le défrichement et la mise en culture de nouveaux terroirs et un accroissement de la production et des rendements, dont témoigne l’augmentation du taux des impôts en grain. Les premiers traités d’agriculture sont publiés. L’usage de contrats écrits sur des tablettes de bois ou de bambou rompues en leur milieu permet de prouver l’authenticité du document. Les monnaies de bronze en forme de disques se développent à partir de 350 av. J.-C. L’archéologie atteste de 96 lieux de fonte différents. Quatre types de monnaies ont alors cours en Chine, dans des aires de diffusion distinctes : la région du Shanxi et de ses confins au Henan et au Hebei (Han, Wei, Zhao), où circulent des monnaies en forme de lames de houe ; les royaumes du nord-est (Yan au Hebei et Qi au Shandong), où les monnaies ont la forme de couteaux ; la vallée de la Wei au Shaanxi (Qin) où sont en usage des pièces rondes avec un trou central circulaire ; la région de l’ancien royaume de Chu (moyen Yangzi et vallée de la Han) où circule une monnaie d’or sous la forme de tablettes comportant seize petits carrés portant l’indication de leur valeur, mais où l’on fond également des cauris en bronze, imitant ces coquillages[3].
- Vers 400 av. J.-C. : Mozi (Mo Tseu, v. 480-390 av. J.-C.) fonde le moïsme. Continuateur de Confucius, il se rapproche du théisme et condamne énergiquement les guerres féodales, les luttes entre grandes familles, les dépenses somptuaires et la misère du petit peuple. Il est partisan de la justice et d’un pouvoir autocratique qui s’appuierait sur la classe pauvre et proche de la paysannerie dont il est lui-même issus. Son école connaît un grand retentissement et devient une secte organisée pour arrêter les guerres et défendre les cités injustement attaquées. De nombreux prédicateurs lui succèdent, recrutent des néophytes et tentent de convaincre les puissants de leur injustice et de leur impiété. Les disciples et les héritiers de Mo-tseu sont les premiers à poser les principes de la dialectique[4].
- En Chine s’épanouit « l’école des lois » dont les principaux philosophes, également hommes d’États et réformateurs, les légistes, sont Shen Buhai (385-337 av. J.-C.), Shen Dao (v. 350-275 av. J.-C.), Shang Yang (v. 390-336 av. J.-C.) et Han Fei Zi (mort en 233 av. J.-C.)[4]. Ils sont les premiers penseurs chinois à prendre pour point de départ l’homme et la société non pas comme ils devraient être, mais tels qu’ils sont réellement, et rejettent la tradition[5]. Ils prônent une loyauté indéfectible envers le souverain et le maintien de l’ordre social par le développement de la production agricole et de la puissance militaire. Ils préconisent la publicité des lois, un système de peines et de récompenses pour s’assurer de la fidélité des fonctionnaires civils et militaires, et l’utilisation de moyens de preuves écrites et de transmission des ordres (sceaux officiels, diplômes en deux parties, comptes chiffrés, rapport écrits de gestion), procédés qui ont fait leurs preuves dans le grand commerce et les grandes entreprises. Le réformateur des Han Shen Buhai, au milieu de siècle, vante les avantages que le prince peut tirer d’un secret absolu sur ses intentions et ses décisions politiques, et préconise un contrôle strict des fonctionnaires, dont les attributions doivent être étroitement définies.